# 1,2-二氯丁烷
1,2-二氯丁烷是一种有机化合物，化学式为C4H8Cl2，是二氯丁烷的同分异构体之一。它可由1-丁烯和氯气反应得到，或由1,2-丁二醇的氯化反应制得。它在无水氯化铝的存在下可以快速异构化为1,3-二氯丁烷并达到反应平衡：
CH2ClCHClCH2CH3 ⇌ CH2ClCH2CHClCH3